# Hannah Endicott-Douglas
 (octobre 2017).
Si vous disposez d'ouvrages ou d'articles de référence ou si vous connaissez des sites web de qualité traitant du thème abordé ici, merci de compléter l'article en donnant les références utiles à sa vérifiabilité et en les liant à la section « Notes et références ».
Pour les articles homonymes, voir Endicott et Douglas.
Hannah Endicott-Douglas, née le 29 novembre 1994 à Toronto (Ontario), est une actrice canadienne. Elle est principalement connue pour son rôle dans la série de téléfilms The Good Witch et la série télévisée Un soupçon de magie dans le rôle de Lori Russell. Endicott-Douglas est la plus jeune sœur de l'actrice Vivien Endicott-Douglas.

## Biographie
Endicott-Douglas a décroché son premier rôle en 2004 à l'âge de neuf ans dans le téléfilm Samantha: An American Girl Holiday. Ses rôles les plus notables sont Lori Russell dans The Good Witch/Un soupçon de magie et Ariel Peterson dans Slasher.

## Filmographie

### Cinéma
- 2010 : Casino Jack de George Hickenlooper : Sarah Abramoff
- 2012 : I Was a Boy de Grant Boyle et Joel Goldberg : Sarah
- 2019 : Eilid + Damh (court-métrage) : Ruby
- 2020 : Built to Kill : Ruby

### Films d'animation
- 2006 : Franklin et le Trésor du lac : Petit Corbeau (voix originale)

### Téléfilms
- 2004 : Un voyage à New-York (en) : Bridget O'Malley
- 2008 : The Good Witch : Un soupçon de magie : Lori Russell
- 2008 : Anne... la maison aux pignons verts : un nouveau commencement (en) : Jeune Anne Shirley
- 2009 : The Good Witch : Le jardin des merveilles : Lori Russell
- 2010 : The Good Witch : Un mariage féerique : Lori Russell
- 2011 : The Good Witch : La magie de la famille : Lori Russell
- 2012 : The Good Witch : Une famille peu ordinaire : Lori Russell
- 2013 : The Good Witch : Ma famille bien-aimée : Lori Russell
- 2014 : The Good Witch : Bienvenue dans la famille : Lori Russell

### Séries télévisées
- 2006 : Le Monde de Loonette : Clowns (saison 7, épisode 16 - non-créditée)
- 2008 : Flashpoint : Lilly (saison 1, épisode 9)
- 2011 : Les Enquêtes de Murdoch : Dorothy Cornell (saison 4, épisode 11)
- 2015 : Saving Hope, au-delà de la médecine : Anita Alamo (saison 4, épisode 4)
- 2015 : Soupçon de magie : Lori Russell (saison 1, 6 épisodes et 1ère partie Spécial Halloween)
- 2016 : Slasher : Ariel Peterson (saison 1, 4 épisodes)
- 2018 :  Les Enquêtes de Murdoch : Persephone Westerbrook (saison 12, épisode 8)

### Séries d'animation
- 2005 - 2008 : Bravo Gudule (Miss BG) : Gudule et l'interprète du générique (Miss BG au Canada) (11 épisodes)
- 2007 - 2008 : My Friend Rabbit (en) : Amber (saison 1, épisodes 1 à 10)
- 2007 : Miss Spider : Grace (saison 3, épisodes 16 et 17)